# Loài vật ô uế

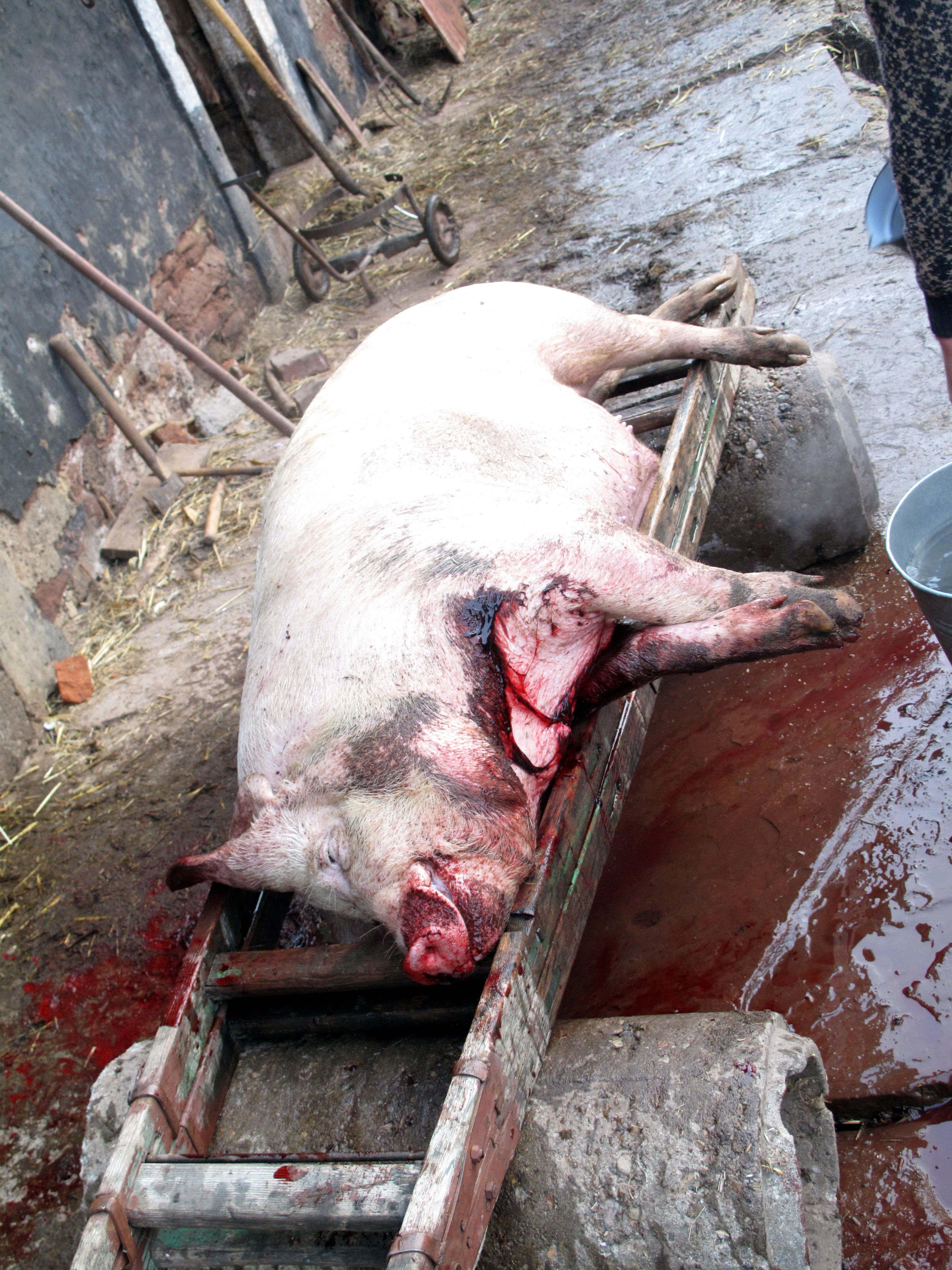
Lợn được coi là loài ô uế, những người theo Hồi giáo và Do Thái giáo bị cấm không được ăn thịt lợn dưới bất kỳ hình thức nào, do lợn bị coi là giống động vật không sạch sẽ

Trong một số tôn giáo, loài vật ô uế hay loài ô uế, (tiếng Ả rập: نجس, najis), hay còn được gọi là loài vật nhơ bẩn, không thanh sạch, không thanh khiết, không thanh tịnh..., là những loài động vật mà việc ăn thịt và dùng các sản phẩm từ chúng là điều cấm kỵ, hoặc quy định trong tôn giáo đó phải kiêng ăn loài vật này. Tính từ "ô uế" (không sạch sẽ) trong trường hợp này thường được hiểu về mặt tâm linh và quan niệm nhiều hơn là về mặt vật lý tính.
Theo quan niệm từ các tôn giáo, chẳng hạn như đạo Hồi thì người thực hiện việc giết mổ động vật như vậy có thể cần phải thực hiện nghi lễ thanh tẩy bản thân mình để thoát khỏi sự ám ảnh bẩn thỉu khi vấy dính vào chúng, điển hình nhất của việc quy ước này chính là các quy tắc khắt khe Do Thái giáo và Hồi giáo trong việc lựa chọn các loài vật phù hợp để làm thức ăn phải đảm bảo quy trình giết mổ theo nghi thức, lễ nghi, cũng như những quy định về việc cấm kỵ, kiêng khem những loài vật không được phép ăn hoặc dùng sản phẩm từ chúng.

## Trong Kinh Thánh
Quy định về động vật thanh sạch được phép ăn và động vật ô uế không được phép ăn được hướng dẫn chi tiết cụ thể đến từng loài tại sách Lêvi (Leviticus) lại Chương 11, Luật Liên Quan Đến Cái Thanh Sạch Và Cái Ô Uế, theo đó, định chế lề luật về loài vật, chim chóc, mọi sinh vật dưới nước và mọi sinh vật lúc nhúc trên mặt đất, để phân biệt vật ô uế với vật thanh sạch, loài vật được ăn với loài vật không được ăn. Cụ thể là:

### Thú vật trên cạn
Trong tất cả các loài vật sống trên đất, theo Kinh Thánh đây là những loài được ăn thì phải là mọi con vật có chân chẻ làm hai móng và thuộc loài nhai lại . Tuy nhiên, không được ăn các con này và phải coi nó là loài ô uế, cụ thể là: 
- Con lạc đà, vì nó nhai lại, nhưng không có móng chẻ hai[3].
- Con ngân thử, vì nó nhai lại, nhưng không có móng chẻ hai.
- Con thỏ rừng, vì nó nhai lại, nhưng không có móng chẻ hai.
- Con lợn, vì nó có chân chẻ làm hai móng, nhưng không nhai lại. Thịt của nó không được ăn, xác chết của chúng cũng không được đụng đến.

### Loài dưới nước
Theo Kinh sách thì tất cả những loài không có vây, không có vảy, ở sông hay ở biển, trong số mọi vật nhỏ sống dưới nước và mọi sinh vật sống dưới nước, phải coi chúng là loài "kinh tởm", thịt của chúng thì tín đồ không được phép ăn, xác chết của chúng phải được xem là vật kinh tởm, ngoài ra, tất cả những loài sống dưới nước mà không có vây, không có vảy thì phải nên xem như là loài kinh tởm.

### Chim chóc
Trong các loài chim, những loài phải coi là kinh tởm không được ăn, vì là loài ô uế theo Lê-vi ký: 
- Đại bàng
- Diều hâu
- Ó biển phương bắc
- Diều hâu đen
- Kền kền
- Con Quạ
- Con Cú mèo
- Mòng biển
- Bồ cát
- Cú vọ
- Cóc
- Cú mèo
- Chim lợn
- Bồ nông
- Ó cá
- Con Cò
- Con Diệc
- Chim đầu rìu
- Con Dơi[6] .

### Côn trùng
Theo Kinh sách thì mọi loài vật nhỏ có cánh đi bằng bốn chân, phải coi là loài kinh tởm, ai đụng vào xác chết của chúng, sẽ ra ô uế, bất cứ ai mang xác chết của chúng, thì phải giặt quần áo và sẽ ra ô uế. Chỉ được ăn những con ngoài chân ra có thêm càng để nhảy trên đất như cào cào (Schistocerca gregaria), mọi thứ châu chấu, mọi thứ muỗm, mọi thứ dế. Trong Kinh thánh thì loài châu chấu là được phép ăn, chúng được xem là loài đủ thanh sạch để tiêu thụ, loài ong cũng được xem là thanh sạch và được phép tiêu thụ.

### Vật bò trườn
Trong số các loài vật nhỏ bò trườn lúc nhúc trên mặt đất, những loài này là ô uế. 
- Chuột chũi  (Mole)
- Chuột nhắt  (Rat)
- Thằn lằn  (Lizard)
- Tắc kè (Gecko)
- Kỳ nhông (Iguana)

Theo Kinh sách thì trong những con vật đó, con nào chết mà rơi trên bất cứ vật gì, thì vật ấy sẽ ra ô uế, dù là đồ dùng bằng gỗ, quần áo, da, bì, mọi đồ dùng để làm một công việc gì, phải nhúng vật ấy vào nước, nó sẽ ra ô uế, rồi sẽ được thanh sạch. Nếu một con vật rơi vào trong bất cứ bình sành nào, thì tất cả những gì trong đó sẽ ra ô uế, và phải đập vỡ bình ấy. Mọi thứ người ta ăn, nếu bị nước bình ấy đổ lên trên, thì sẽ ra ô uế, mọi thứ người ta uống, đựng trong bất cứ bình nào nói trên, sẽ ra ô uế.
Một xác chết của chúng mà rơi trên bất cứ vật gì, thì vật ấy sẽ ra ô uế, lò và bếp sẽ phải phá đi và các vật ấy là ô uế và phải coi là những vật ô uế. Tuy nhiên suối và hầm nước thì khối nước vẫn thanh sạch, nhưng ai đụng đến xác chết của chúng, sẽ ra ô uế. Nếu một xác chết của chúng rơi trên hạt giống để gieo, thì hạt giống vẫn thanh sạch nhưng nếu đã đổ nước vào hạt giống, mà một xác chết của chúng rơi trên đó, thì phải coi hạt giống đó là ô uế.

### Lý giải
Nhiều học giả tôn giáo cho rằng quy định về loài vật ô uế, không được phép ăn là có cơ sở về sức khỏe cộng đồng
Những loài động vật thanh sạch cư trú là nơi mà chúng ăn cỏ, lúa thóc. Còn hầu hết tất cả những động vật không sạch là những loài thú, chim tìm bới thức ăn thối rữa hay rác, chẳng hạn như Con lợn thì có thể ăn bất cứ loại thức ăn gì, các loài kền kền thì có thói quen tìm bới thức ăn thối rữa. Những khác biệt giữa động vật thanh sạch và không thanh sạch là ở nguồn thức ăn và bộ máy tiêu hóa của chúng. Những loài không thanh sạch ăn những thứ hoàn toàn không phù hợp để làm thức ăn cho con người.
Không phải chỉ những loài ăn xác động vật chết hay những thức ăn thối rữa mới là động vật không thanh sạch. Chẳng hạn như ngựa và thỏ cũng là loài vật không thanh sạch vì chúng không có móng rẽ. Mặc dù ở một số nước chúng được xem là những con vật có thể ăn được, nhưng những nghiên cứu cho thấy thịt ngựa thường chứa nhiều loại virus và ký sinh trùng. Thỏ có vẻ như là thanh sạch vì chúng ăn thực vật, nhưng chúng lại là nguồn gây bệnh truyền nhiễm cho con người. Ở Mỹ, có 3 trong số 6 mầm bệnh có tác hại lâu dài cho con người gây ra do hầu hết liên quan đến việc ăn thịt heo. Những bệnh này bao gồm nhiễm độc toxoplasmosis, bệnh sán xơ mít, bệnh dòi sán bọc hay sán lợn.
Những loài động vật không thanh sạch có một nhiệm vụ là làm sạch môi trường chúng ở. Các loài sò, tôm, cua sống ở vùng nước ô nhiễm do vi khuẩn, và chúng sẽ làm sạch nước. Tôm hùm, sò, cua, con điệp chuyên môn làm sạch nước ô nhiễm này. Chúng có khả năng lọc một dung tích nước rất lớn mỗi ngày. Nước thải ô nhiễm bởi chất độc hóa học, vi khuẩn có hại, ký sinh trùng, virus, đều tập trung trong thịt các loài này. Một nhà nghiên cứu người Anh là Mary Douglas cho rằng rằng phạm trù "ô uế" có cơ sở triết học, cụ thể là nó được gán cho các loại thực phẩm dường như không lọt vào bất kỳ phạm trù biểu tượng nào, chẳng hạn như lợn được coi là một sinh vật "mơ hồ", bởi vì nó có móng guốc như gia súc, nhưng không nhai lại

## Do Thái giáo

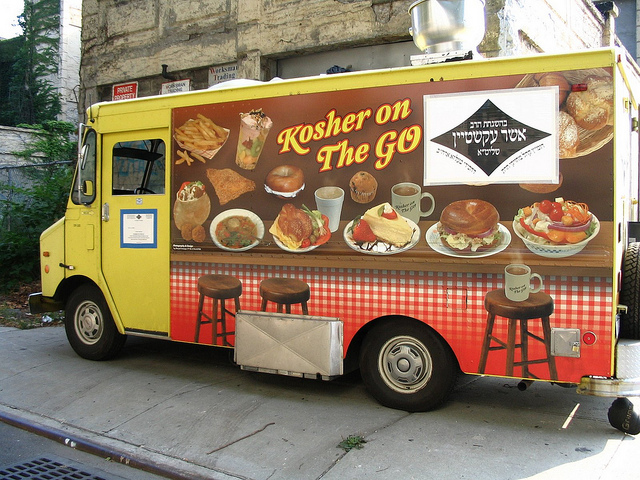
Xe buôn hàng rong bán thực phẩm Kosher

Người Do Thái duy trì nghiêm ngặt theo chế độ ăn các loại Đồ ăn Kosher (Kosher food) là đồ ăn được chế biến và ăn theo kiểu Do Thái. Đối với người Do Thái Chính thống, việc sử dụng Kosher là điều gần như bắt buộc, còn đối với người thế tục thì tùy lựa chọn. Những quy định về loài vật ô uế và loài vật thanh sạch có thể được tìm thấy trong Kinh sách Talmud
Về các thức ăn Kosher:
- Một số con vật ăn được là chỉ ăn những con vật có móng chẻ, ăn cỏ và nhai thức ăn lại như bò, dê, cừu. Các con vật không ăn được là lợn, ngựa, và lạc đà. Lợn tuy có móng chẻ nhưng không nhai lại, còn ngựa, lạc đà tuy ăn cỏ nhưng không có móng chẻ.
- Ăn các loài có cánh như gà, vịt, ngỗng, bồ câu... Không ăn các loài chim ăn thịt như diều hâu, chim ưng, đại bàng.
- Ăn các loài cá có vây và vẩy như các hồi, cá ngừ, cá trích... Không ăn các con cá không vảy như lươn, các trê, cá tầm, tôm, tép, nghêu sò, ốc hến, các loài bò sát, côn trùng.

Về cách ăn đồ Kosher:
- Chỉ uống sữa và các vật phẩm chế biến từ sữa của các con vật Kosher như bò, dê, cừu. Chỉ được dùng sữa và các vật phẩm chế từ sữa 6 tiếng sau khi dùng thịt, hoặc 30 phút trước khi ăn thịt chứ không được ăn, uống đồng thời. Đồ chế biến sữa và thịt, kể cả chậu rửa bát nhất thiết phải dùng riêng.
- Không ăn nội tạng động vật hay gia cầm; không ăn phần phía sau của con thú và không ăn thịt, cá đồng thời.
- Khi ăn thịt phải lấy hết sạch máu và người chế biến phải học cách giết con vật sao cho con vật chết nhanh nhất, không đau đớn, nhưng lại ra được hết tiết. Thậm chỉ còn phải rửa sạch và ngâm miếng thịt trong nước 30 phút trước khi chế biến để ra hết máu.

Theo người Do Thái, con vật cũng như con người đều có linh hồn. Nếu làm cho con vật chết đau đớn thì nó sẽ oán trách và cả người thịt lẫn người ăn nó đều bị "quở phạt". Do đó, giết nhanh để con vật mau chóng được hóa kiếp lên thiên đàng. Khi con vật cắt được tiết nghĩa là con vật còn tươi, chứ không phải ăn đồ ôi. Thú tính và sự ngu muội của con vật nằm ở "dòng máu", và ăn thú vật hay gia cầm có tiết sẽ làm con người lâu dần nhiễm "thú tính" và đầu óc trở nên trì độn, còn nòi giống đi đến chỗ thoái hóa. Thịt ăn cùng với cá không còn tác dụng bổ dưỡng nữa, mà triệt tiêu lẫn nhau. Uống sữa sau khi ăn thịt không tốt cho sức khỏe vì bản thân thịt nhiều chất đạm, lâu tiêu lại có thêm chất bổ dưỡng khác nữa làm cho cơ thể không thể hấp thụ nổi và dễ sinh bệnh.

## TrongHồi giáo

### Quy tắc chung
Theo quy định của Hồi giáo, loài ô uế gọi là Najis (نجس) và sản phẩm từ chúng là bị cấm ăn trong Luật Hồi giáo, trong đạo Hồi thì thịt không sạch là loại thức ăn cấm kị (Haram). Tại nhiều quốc gia theo Hồi giáo, việc giết chó làm thịt và ăn thịt chó bị coi là kinh tởm và bị cấm. Đặc biệt, con lợn bị coi là loài vật ô uế. Người theo đạo Hồi kiêng thịt lợn vì chúng bị coi là loại thực phẩm không sạch cho cơ thể chứ không phải đạo Hồi thờ con lợn nên ăn thịt lợn như một số hiểu lầm. Trong quyển Kinh Quran của người theo đạo Hồi đã viết rất rõ một số loại thực phẩm không được sử dụng trong đó có thịt lợn. Mặc dù vậy, Kinh Quran cũng ghi rõ người theo đạo Hồi có thể ăn thịt lợn trong trường hợp sắp chết đói và chẳng có thực phẩm khác ngoài thịt lợn.
Kinh Koran có nêu về điều răn: "Đấng Chân chủ chỉ cấm các ngươi ăn xác chết, máu, thịt lợn, và những thứ đã được cúng tế cho kẻ khác ngoài Allah" (Al Baqara 2:173). "Hãy nói: Trong những điều đã được khải thị truyền dạy, ta không thấy luật cấm ăn mọi thứ, ngoại trừ xác chết, máu tuơi hoặc thịt lợn, bởi vì đó là vật ô uế; hay thực phẩm không hợp quy, hay đã bị cúng tế cho ai khác ngoài Allah" (Al-'An`ām 6:145). Ngoài ra trong Kinh đạo Hồi còn có đoạn: Và thịt lợn, vì nó có móng nhưng không không thuộc loài nhai lại, nó là vật ô uế. Vì thế không được ăn thịt chúng, hay chạm vào xác chết của chúng" (Deuteronomy 14:8).

### Lý giải
Việc cấm ăn thịt lợn, có nhiều cách giải thích khác nhau, tuy nhiên tín đồ Hồi giáo thường giải thích quy định này một cách khá đơn giản và dễ hiểu do lợn là động vật ăn tạp, ăn tất cả những gì người ta đổ vào máng, vì vậy lợn không thể có dòng máu trong sạch như những động vật ăn cỏ và ăn thịt lợn con người sẽ bị nhiễm bẩn. Vào thời hiện đại, các học giả Hồi giáo tiếp tục củng cố quy định cấm ăn thịt lợn bằng các chứng cứ khoa học, như việc thịt lợn là nguyên nhân gây ra nhiều loại bệnh khác nhau, trong đó phổ biến nhất là các loại giun trong đuờng ruột. Thịt lợn có quá nhiều mỡ, quá nhiều chất béo, lợn là loài ăn quá tạp nên chứa nhiều chất độc cũng như vi khuẩn. Lợn là loài không có tuyến mồ hôi, khiến các mầm bệnh lưu trữ và phát triển trong các mô mỡ, máu và thịt của chúng.
Con lợn ô uế hơn các gia súc khác là vì hệ tiêu hóa của lợn hoạt động với tốc độ nhanh so với những loại gia súc khác, chúng ăn tạp và phàm nhưng chỉ mất 4 tiếng để tiêu hóa trong khi bò mất tới 24 tiếng, vì thế quá trình bài tiết độc tố của lợn cũng ngắn và kém hiệu quả hơn rất nhiều. Môi trường sống của lợn cũng không sạch sẽ nên thịt của chúng bị coi là dễ nhiễm các loại bệnh cho con người, ăn thịt lợn khiến con người dễ nhiễm các loại giun sán, những ký sinh trùng này khó diệt. Ngoài ra, về bản năng tình dục của loài lợn khá tạp nham, trong các gia súc, đây là loài động vật có xu huớng trao đổi bạn tình như một thuộc tính cố hữu, về mặt đạo đức thì hành động này không thể chấp nhận trong đạo Hồi và các học giả đạo Hồi tin rằng một phần tính cách của con người sẽ bị ảnh hưởng xấu nếu sử dụng các thực phẩm có nguồn gốc từ thịt lợn.